# Edificio Suramericana de Seguros
El edificio Suramericana de Seguros es un inmueble de 10 pisos situado en el costado norte de la avenida Eje Ambiental entre las calles Octava y Novena. Se encuentra situado en la localidad de La Candelaria de la ciudad de Bogotá. Fue diseñado por la firma Cuéllar, Serrano, Gómez  en 1953.

## Características
Tiene una fachada curva que sigue las características del predio, situado en el antiguo cauce del río San Francisco. Tiene una fachada dividida en tres partes. La más baja ocupa dos niveles con locales comerciales. El segundo, el cuerpo principal, cuenta está dividido en franjas horizontales de diferente tamaño, en las que se intercalan las ventanas de cristal y los módulos del antepecho, y cuenta con delgadas líneas verticales. La más alta es una logia situada en el último piso.